# Mistrzostwa Świata Juniorów w Narciarstwie Klasycznym 1983
Mistrzostwa Świata Juniorów w Narciarstwie Klasycznym 1983 – zawody sportowe, które odbyły się w połowie marca 1983 r. w fińskim Kuopio. Podczas mistrzostw zawodnicy rywalizowali w 6 konkurencjach, w trzech dyscyplinach klasycznych: skokach narciarskich, kombinacji norweskiej oraz w biegach narciarskich. W tabeli medalowej zwyciężyła reprezentacja ZSRR, której zawodnicy zdobyli też najwięcej medali, 7, w tym 3 złote, 1 srebrny i 3 brązowe.

## Program
11 marca
- Kombinacja norweska - skocznia normalna, 15 kilometrów indywidualnie (M)
- Biegi narciarskie - 5 kilometrów (K), 15 kilometrów (M)

13 marca
- Skoki narciarskie - skocznia normalna indywidualnie (M)

? marca
- Biegi narciarskie - sztafeta 3x5 kilometrów (K), 3x5 kilometrów (M)

## Medaliści

### Biegi narciarskie
Mężczyźni
| Konkurencja            | Data          | Złoto                                                            | Srebro                                                       | Brąz                                              |
| ---------------------- | ------------- | ---------------------------------------------------------------- | ------------------------------------------------------------ | ------------------------------------------------- |
| Bieg na 15 km          | 11 marca 1983 | Ołeksandr Uszkałenko                                             | Władimir Smirnow                                             | Andriej Astaszkin                                 |
| Bieg sztafetowy 3x5 km | marzec 1983   | ZSRR Andriej Astaszkin · Ołeksandr Uszkałenko · Władimir Smirnow | Norwegia Terje Langli · Hans Christian Udnes · Vegard Ulvang | NRD Holger Bauroth · Michael Hermann · Uwe Wünsch |

Kobiety
| Konkurencja            | Data          | Złoto                                                          | Srebro                                                   | Brąz                                                            |
| ---------------------- | ------------- | -------------------------------------------------------------- | -------------------------------------------------------- | --------------------------------------------------------------- |
| Bieg na 5 km           | 11 marca 1983 | Swietłana Sacharowa                                            | Hilde Pedersen                                           | Anfisa Romanowa                                                 |
| Bieg sztafetowy 3x5 km | marzec 1983   | Finlandia Jaana Savolainen · Marjo Matikainen · Riikka Salonen | Norwegia Ellen Lunde · Solveig Pedersen · Hilde Pedersen | ZSRR Anfisa Romanowa · Swietłana Nikitina · Swietłana Sacharowa |

### Skoki narciarskie
Mężczyźni
| Konkurencja                       | Data          | Złoto         | Srebro                  | Brąz           |
| --------------------------------- | ------------- | ------------- | ----------------------- | -------------- |
| Skocznia normalna - indywidualnie | 13 marca 1983 | Franz Wiegele | Ole Christian Eidhammer | Tuomo Ylipulli |

### Kombinacja norweska
Mężczyźni
| Konkurencja                                      | Data          | Złoto        | Srebro        | Brąz        |
| ------------------------------------------------ | ------------- | ------------ | ------------- | ----------- |
| Skocznia normalna, bieg na 15 km - indywidualnie | 11 marca 1983 | Heiko Hunger | Geir Andersen | Oliver Warg |

## Tabela medalowa
| Klasyfikacja medalowa | Klasyfikacja medalowa | Klasyfikacja medalowa | Klasyfikacja medalowa | Klasyfikacja medalowa | Klasyfikacja medalowa |
| Lp.                   | Państwo               | złoto                 | srebro                | brąz                  | złoto · srebro · brąz |
| --------------------- | --------------------- | --------------------- | --------------------- | --------------------- | --------------------- |
| 1.                    | ZSRR                  | 3                     | 1                     | 3                     | 7                     |
| 2.                    | NRD                   | 1                     | 0                     | 2                     | 3                     |
| 3.                    | Finlandia             | 1                     | 0                     | 1                     | 2                     |
| 4.                    | Austria               | 1                     | 0                     | 0                     | 1                     |
| 5.                    | Norwegia              | 0                     | 5                     | 0                     | 5                     |